# Una medaglia per il più corrotto
Una medaglia per il più corrotto (The Take) è un film di produzione anglo-statunitense del 1974 diretto da Robert Hartford-Davis.

## Trama
Il poliziotto Terrence Sneed arriva nel New Mexico per aiutare un capo della polizia locale, ma sta già prendendo soldi dagli inferi.